# Барон Камойс

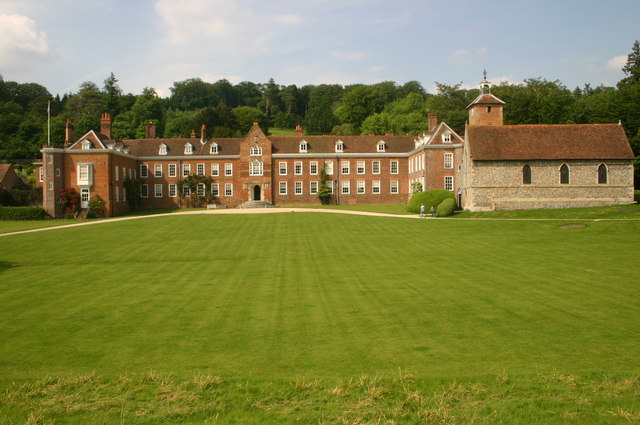
Стонор-Парк, резиденция баронов Камойс

Барон Камойс — наследственный титул в системе Пэрства Англии, созданный дважды в британской истории.

## История
26 ноября 1313 года Ральф де Камойс (умер в 1336) был вызван в парламент в качестве барона Камойса первой креации. Он был дважды женат: на Маргарет де Браоз, дочери Уильяма де Браоза, 1-го лорда Браоза, и на Элизабет ле Диспенсер, дочери Хью ле Диспенсера, 1-го графа Уинчестера (казнен 27 октября 1326 года). В первом браке родился сын Томас, 2-й барон Камойс. Он пережил своего единственного сына Ральфа, так что после его смерти 11 апреля 1372 года баронский титул оказался в состоянии бездействия.
Племянник 2-го барона, ещё один Томас де Камойс (внук Ральфа де Камойса и его второй жены, Элизабет Ле Деспенсер, сын сэра Джона Камойса от второго брака с Элизабет ле Латимер, дочерью Уильяма ле Латимера, 3-го лорда Латимера) 20 августа 1383 года был вызван в парламент в качестве барона, и это считается второй креацией титула.
Томас де Камойс был женат дважды: на Элизабет Луш, дочери Уильяма Луша из Грейт Мильтона и Чиселхэмптона, и на Элизабет Мортимер (1371—1417), дочери Эдмунда Мортимера, 3-го графа Марча, и вдове Генри Перси (Горячей Шпоры). В первом браке родился сын, сэр Ричард, который женился на Джоан Пойнингс, родившей трёх сыновей (Джона, Ральфа и Хью) и двух дочерей — Маргарет и Элеонору. Однако сэр Ричард Камойс скончался раньше своего отца.
Баронство унаследовал третий сын сэра Ричарда, Хью де Камойс, 2-й барон Камойс (1413—1426), который умер несовершеннолетним. После его смерти баронский титул попал в состояние ожидания, на него претендовали сестры покойного, Маргарет и Элеонора. Он оставался в бездействии в течение 413 лет до 14 сентября 1839 года, когда Томас Стонор (1797—1881) был признан в качестве 3-го барона Камойса, будучи потомком Маргарет де Камойс. Он ранее представлял Оксфорд в Палате общин (1832—1833), а затем занимал должность лорд-в-ожидании (правительственного «кнута» в Палате лордов) в либеральных администрациях лорда Джона Рассела, лорда Палмерстона и Уильяма Гладстона, а также в коалиционном правительстве лорда Абердина (1846—1852, 1853—1858, 1859—1866, 1868—1874). Его преемником стал его внук, Фрэнсис Стонор, 4-й барон Камойс (1856—1897), который служил лорд-в-ожидании в либеральном правительстве Уильяма Гладстона и лорда Розбери (1886, 1892—1895).
В настоящее время носителем титула является праправнук последнего, Ральф Уильям Стонор, 8-й барон Камойс (род. в 1974), который стал преемником своего отца в 2023 году. Его отец — Томас Стонор, 7-й барон Камойс служил в качестве лорда-камергера двора в 1998—2000 годах.
Семейная резиденция баронов Камойс — Стонор-Парк в Хенли-он-Темс, графство Оксфордшир.

## Бароны Камойс, первая креация (1313)
- 1313—1336: Ральф де Камойс, 1-й барон Камойс (около 1283 — июнь 1336), сын сэра Джона де Камойса (ок. 1247 — ок. 1298)[1];
- 1336—1372: Томас де Камойс, 2-й барон Камойс (умер 10 апреля 1372), единственный сын предыдущего от первого брака[2].

## Бароны Камойс, вторая креация (1383)

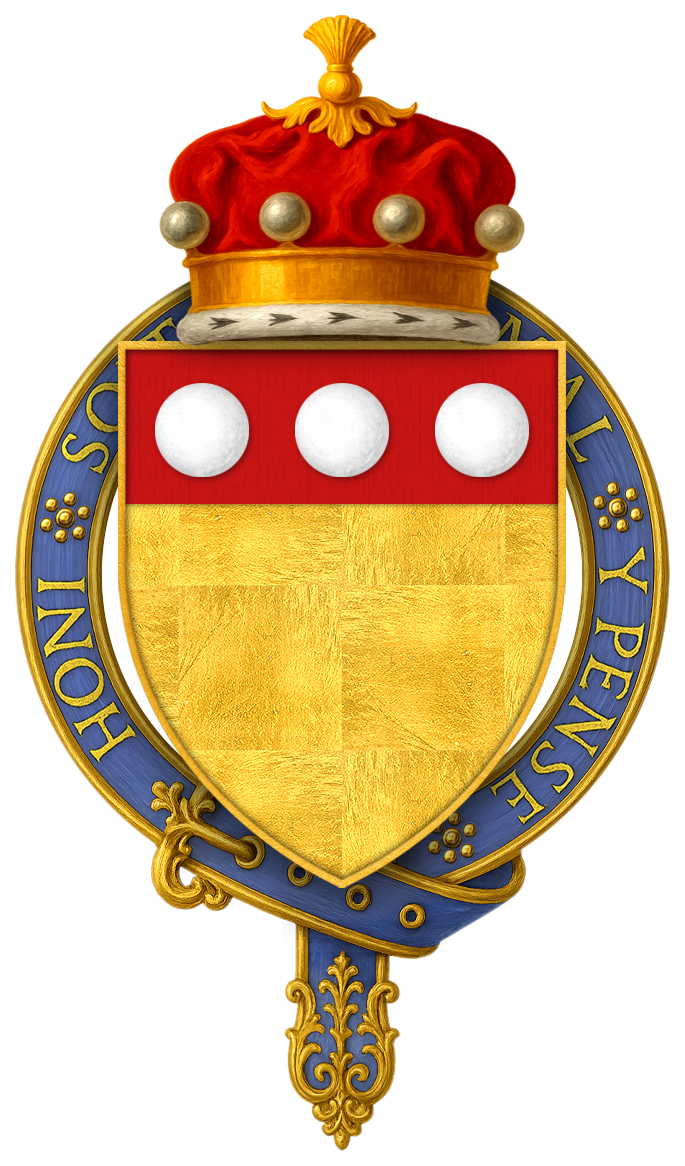
Герб сэра Томаса де Камойса, 1-го барона Камойса (около 1351—1419/1421)

- 1383—1421: Томас де Камойс, 1-й барон Камойс (около 1351 — 28 марта 1419/1421), единственный сын сэра Джона де Камойса (1310—1383) от второго брака, внук Ральфа де Камойса, 1-го барона Камойса (умер в 1336)[3];
- 1421—1426: Хью де Камойс, 2-й барон Камойс (1413 — 12 августа 1426), единственный сын Ричарда де Камойса, внук предыдущего[4];
- 1839—1881: Томас Стонор, 3-й барон Камойс (22 октября 1797 — 18 января 1881), старший сын Томаса Стонора (1766—1831)[5];
- 1881—1897: Фрэнсис Стонор, 4-й барон Камойс (9 декабря 1856 — 14 июля 1897), старший сын достопочтенного Фрэнсиса Сторона (1829—1881), второго сына предыдущего[6];
- 1897—1968: Ральф Стонор, 5-й барон Камойс (26 января 1884 — 3 августа 1968), старший сын предыдущего[7];
- 1968—1976: Майор Ральф Роберт Уоттс Шерман Стонор, 6-й барон Камойс (5 июля 1913 — 9 марта 1976), единственный сын предыдущего[8];
- 1976—2023: Ральф Томас Сэмпион Джордж Шерман Стонор, 7-й барон Камойс (16 апреля 1940 — 4 января 2023), старший сын предыдущего[9];
- 2023 — настоящее время: Ральф Уильям Стонор, 8-й барон Камойс (род. 10 сентября 1974), единственный сын предыдущего[10];
  - Наследник титула: достопочтенный Ральф Томас Уильям Питер Стонор (род. 1 июля 2007), старший сын предыдущего[11].